# Jacques Lecoq
Jacques Lecoq (París, 1921 – 1999) va ser un actor i pedagog d'interpretació, conegut especialment pel seu treball de desenvolupament de metodologia de teatre físic, basada en les accions físiques i el moviment. L'any 1956 va fundar a París una escola pròpia, L'École Internationale de Théâtre Jacques Lecoq, on va ensenyar fins a la seva mort. El 1977 va posar en marxa el Laboratoire d'Étude du Mouvement, al qual posava èmfasi en la investigació de l'espai arquitectònic, escenografia, vestuari i attrezzo; lligats a l'actuació.
Va començar ensenyant educació física i esports, entre ells la gimnàstica esportiva. La cerca d'exercicis i coreografies li van despertar l'interès entre l'activitat física corporal i les arts escèniques, especialment el teatre. Va formar-se com a actor amb Marie-Hélène Copeau, filla de Jacques Copeau, i posteriorment va formar-se també, i treballar d'actor, de Commedia dell'arte, d'on va extreure la importància de la plasticitat i fisicalitat de les actuacions, el mim i l'ús de màscares. De fet el seu mètode es basa en l'ús de màscares, començant per la màscara neutra, larvària, mitja màscara, etc. fins a acabar en el nas vermell de pallasso i finalment sense res. La seva idea és que cada alumne investigui i trobi el seu estil propi.
Entre els seus alumnes hi ha, per exemple, l'actor Geoffrey Rush, l'escriptora Yasmina Reza i nombrosos directors de teatre, com Ariane Mnouchkine. A la seva escola parisenca també s'han format, entre d'altres, Berty Tovías i Toni Albà.

## Obra

### Director
- 1961: L'Aboyeuse et l'automate de Gabriel Cousin, Théâtre Quotidien de Marseille
- 1963: L'Aboyeuse et l'automate de Gabriel Cousin, Théâtre de l'Athénée-Louis-Jouvet

### Publicacions
- 1997: Le Corps poétique, sobre creació teatral, en col·laboració amb Jean-Gabriel Carasso i Jean-Claude Lallias, col·lecció « Cahiers Théâtre/Éducation », Anrat (Association Nationale de Recherche et d'Action Théâtrale), Actes Sud - Papiers.
- 1987: Le Théâtre du geste, mimes et acteurs, de diversos autors i sota la direcció de Jacques Lecoq, Bordas, París